# (8019) Карачкина
(8019) Карачкина (лат. Karachkina) — типичный астероид главного пояса, открыт 14 октября 1990 года немецкими астрономами Фраймутом Бёрнгеном и Луцем Дитером Шмаделем в Обсерватории им. Карла Шварцшильда и 28 июля 1999 года назван в честь советского и российского астронома Людмилы Карачкиной.

## Обнаружение и именование
(8019) Карачкина
Открыт 14 октября 1990 года в Таутенбурге Л. Д. Шмаделем и Ф. Бёрнгеном.
Назван в честь Людмилы Георгиевны Карачкиной (р. 1948) — штатного астронома Института теоретической астрономии в Санкт-Петербурге с 1978 года, а ныне Крымской астрофизической обсерватории. Её основные области деятельности — астрометрия и фотометрия малых планет. В период с 1978 по 1990 год открыла 99 малых планет. С 1990 года она сосредоточилась на фотометрии и колориметрии тел Солнечной системы. Название предложено первым открывателем в благодарность за её любезную поддержку и сотрудничество.
Оригинальный текст (англ.)38019 Karachkina
Discovered 1990 Oct. 14 by L. D. Schmadel and F. Börngen at Tautenburg.
Named in honor of Lyudmila Georgievna Karachkina (b. 1948), staff astronomer at the Institute of Theoretical Astronomy in St. Petersburg since 1978 and now at the Crimean Astrophysical Observatory. Her main fields of work are in astrometry and photometry of minor planets. Between 1978 and 1990 she discovered 99 minor planets. Since 1990 she has concentrated on photometry and colorimetry of solar system bodies. Name proposed by the first discoverer in gratitude for her kind support and cooperation.
Источники: 19990728/MPCPages.arc; M.P.C. 35489.

## Орбита

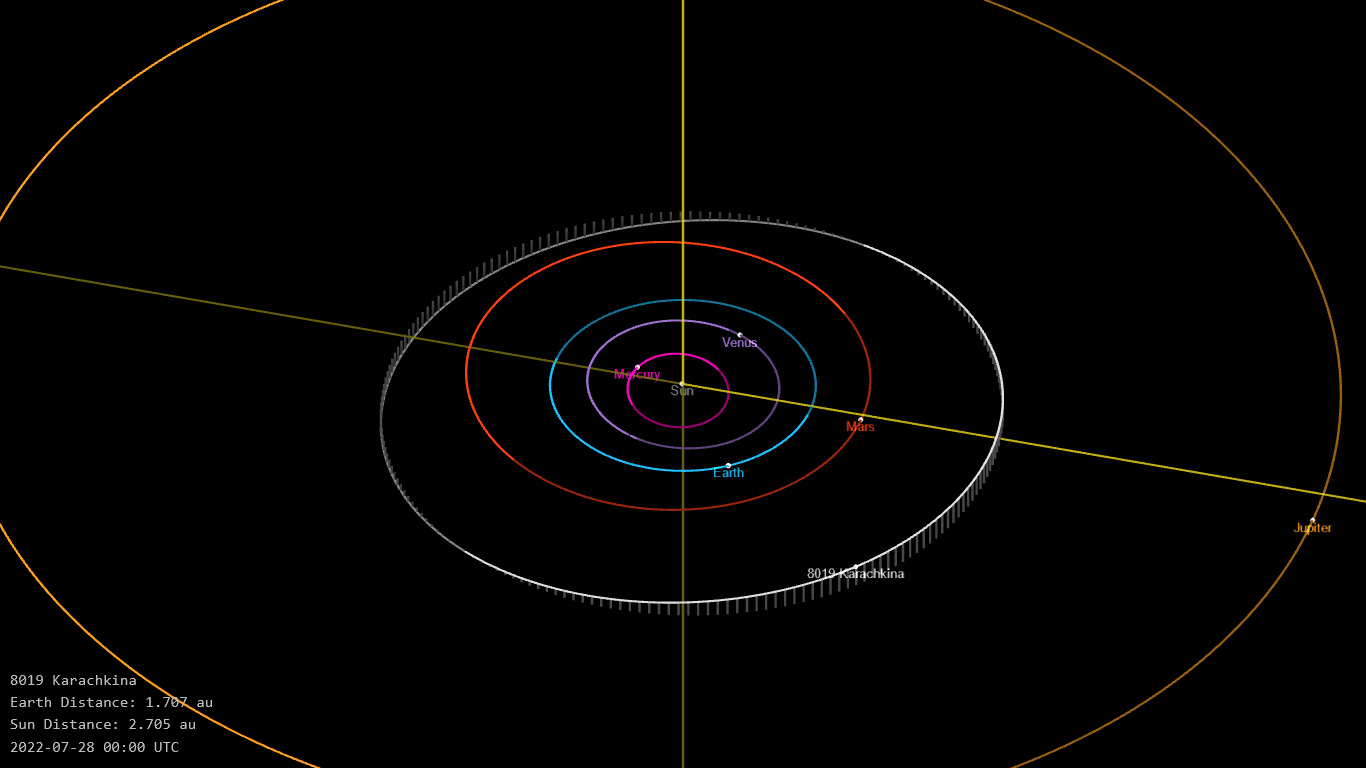
Орбита астероида Карачкина и его положение в Солнечной системе

## Физические характеристики
Астероид относится к таксономическому классу S.
По результатам наблюдений в видимом и ближнем инфракрасном диапазоне космического телескопа NEOWISE диаметр астероида сначала оценивался равным 2,963±0,530 км, позже — 2,728±0,716 км. Согласно тем же источникам альбедо оценивается как 0,5540±0,2202 и 0,654±0,242.